# آلن پل
آلن پل (انگلیسی: Alan Poul؛ زاده ۱ مهٔ ۱۹۵۴) یک تهیه‌کننده فیلم اهل ایالات متحده آمریکا است. 